# Grupa Studentów Pokolenia 88
Grupa Studentów Pokolenia 88 – zgrupowanie birmańskie, w którego skład wchodzi wielu działaczy z okresu Powstania 8888. Jest to pro-demokratyczny ruch znany ze swej działalności przeciwko juncie.

## Historia
Swą nazwę zawdzięcza Powstaniu 8888. Wielu przyszłych członków stowarzyszenia uczestniczyło w powstaniu, m.in. Min Ko Naing, Pyone Cho, czy Htay Kywe.
Grupa założona została w roku 2005. Zorganizowała wiele akcji takich jak akcja "Open Heart" z 2007 roku, kiedy to aktywiści ugrupowania zachęcali obywateli do wyrażania własnego zdania na temat rządzącego wtedy krajem Thana Shwe. Grupa odgrywała bardzo ważną rolę w organizowaniu protestów, znanych dziś jako Szafranowa rewolucja. We wrześniu 2007 roku rząd wykazał się wzmocnioną agresją wobec opozycji i zaaresztował głównych działaczy: Min Ko Nainga, Pyone Cho oraz Ko Ko Gyi. Pozostali zaczęli się ukrywać. Bardzo długo trwały poszukiwania Htay Kywe, którego w końcu także udało się zatrzymać. Znaleziono go ukrywającego się w plantacji kauczuku.
11 listopada 2008 roku czternastu działaczy Grupy skazano na 65 lat więzienia pod zarzutem "nielegalnego korzystania z mediów elektronicznych". Rząd Birmy oskarżył ich także o działalność terrorystyczną. Wiele międzynarodowych organizacji nawoływało do uwolnienia więźniów politycznych. Z czasem rodziny więzionych zaczęły donosić o rzekomym pogarszającym się zdrowiu działaczy.
Więzniów wypuszczono na wolność 13 stycznia 2012 roku. Po wypuszczeniu stowarzyszenie zajęło się rozwiązywaniem różnych społecznych problemów, motywowaniem społeczeństwa, nauczaniem ich praw.